# Primulina weii
Primulina weii là một loài thực vật có hoa trong họ Tai voi (Gesneriaceae). Loài này có ở Quảng Tây; được D.Fang, Y.G.Wei & J.Murata mô tả khoa học đầu tiên năm 1999 dưới danh pháp Chirita mollifolia. Tháng 6 năm 2011, Mich.Möller & A.Weber chuyển nó sang chi Primulina, tuy nhiên nó không được sử dụng danh pháp Primulina mollifolia, do danh pháp này (Primulina mollifolia (D.Fang & W.T.Wang) J.M.Li & Y.Z.Wang, 2011) đã được J.M.Li & Y.Z. Wang sử dụng từ tháng 1 năm 2011 để chuyển Chiritopsis mollifolia D. Fang & W.T. Wang, 1986 sang chi Primulina. Danh pháp chính thức mới do Mich.Möller & A.Weber đặt.